# جاي غريني
جاي غريني (بالإنجليزية: Jay Greene)‏ هو مهندس فضاء جوي ومهندس أمريكي، ولد في 17 مايو 1942 في بروكلين في الولايات المتحدة، وتوفي في 8 أكتوبر 2017 في هيوستن في الولايات المتحدة.